# Padres operários
A experiência dos padres operários tem com precedente a Juventude Operária Católica (JOC), fundada, na França, em 1927. A JOC foi o primeiro movimento católico na França a perceber que a maioria da classe trabalhadora estava longe da Igreja e que precisava de novas formas de evangelização. Em 1941, o dominicano Jacques Loew foi enviado para trabalhar nas docas de Marselha  para estudar a condição das classes trabalhadoras. Em 12 de setembro de 1943, foi publicado o livro: "France, pays de mission?", no qual os abades Henri Godin e Yves Daniel, que quando jovens foram lideranças da JOC, abordaram o problema do afastamento dos trabalhadores franceses do cristianismo. Foram vendidos 100.000 exemplares dessa obra em 4 anos. Naquele ano, o Cardeal Emmanuel Celestin Suhard, arcebispo de Paris, criou a "Mission de Paris", que tinha como meta a formação de sacerdotes para evangelizar a classe operária parisiense.
Nesse contexto, foi fundado em Liseux, (França), um seminário para a formação de padres operários. Esse seminário também fornecia formação para padres já ordenados que quisessem tornar-se missionários para o mundo do trabalho, além de alguns teólogos, como o dominicano Marie-Dominique Chenu. Nesse seminário, chegaram a estudar em torno de 150 seminaristas. Alguns eram jovens de pouco mais de 18 anos, outros tinham vivido o horror da Segunda Guerra Mundial, inclusive como prisioneiros de guerra ou membros da Resistência Francesa.
Durante o conflito, mais de 4.000 padres franceses, sem contar os seminaristas, foram presos na Alemanha por cinco anos. Outros padres foram acompanhar os 700.000 franceses requisitados para trabalhar na Alemanha durante a guerra.
A partir da morte do Cardeal Emmanuel Suhard, em 30 de maio de 1949, ganhou força uma contestação contra a existência dos padres operários. Aqueles que contestavam a experiência entendiam que o sacerdote seria um homem sagrado que devia viver separado dos leigos, enquanto que os padres operários iam até aos pobres, inclusive participavam de sua vida, de seu trabalho, nas mais distintas profissões: cozinheiros, motoristas, operadores de máquinas, enfermeiros, operários da construção civil, etc. Outro fator contrário ao movimento, foi a publicação, em 1º de julho de 1949, pelo Vaticano, de uma ordem que proibia qualquer colaboração entre católicos e partidos comunistas .
Em 1952, foi publicado o romance "Les saints vont en enfer" (Os Santos vão ao Inferno), de Gilbert Cesbron, que enaltecia a experiência dos padres operários. Esses padres contavam com o apoio de leigos de ambos os sexos, participaram das lutas dos trabalhadores e se aproximaram do Partido Comunista Francês (PCF).
Em 1º de março de 1954, existia uma centena de padres operários em atividade, a maior parte deles trabalhando em fábricas, quando o Papa Pio XII, temendo a sua "contaminação" pelo PCF, decidiu encerrar a experiência, ordenando que os padres pedissem demissão das fábricas e passassem a exercer outras atividades. Apenas uma minoria desses padres não acatou a ordem do Papa e continuou a trabalhar nas fábricas. Foi uma decisão polêmica, que contou com a oposição de três dos cinco cardeais franceses.
O Papa João XXIII, se encontrou com pessoas que pediam a reabilitação da experiência dos padres operários.
O Concílio Vaticano II, influenciado pelos signatários do Pacto das Catacumbas de Santa Domitila (1965), criou condições para reabilitar a experiência, ao defender uma evangelização que fosse testemunho da vida de Jesus, razão pela qual o evangelizador deveria viver no meio dos pobres, como pobre e sofredor.
Em 23 de outubro de 1965, o Papa Paulo VI reabilitou a experiência e 52 sacerdotes voltaram à condição de padres operários. As novas gerações de padres operários, atuaram principalmente no setor terciário.
Em 1976, existiam mais de 800 padres operários na França. Em 1987, esse número foi reduzido para 550, em meio à crise de vocações. Entre 1993 e 2000, apenas 6 sacerdotes e 9 diáconos foram enviados para a missão no meio operário. Em 2005, o número de padres operários era inferior a 400, muitos deles já aposentados do trabalho assalariado e apenas 80 ainda trabalhando como assalariados. 
Segundo Michel Löwy e Gerd-Rainer Horn, o movimento dos padres operários teria contribuindo para o nascimento e desenvolvimento da teologia da libertação .

## Padres Operários no Brasil
Em Santos
- padre Bernard Hervy (francês, chegou ao Brasil em 1966)
- padre Carlos Tosar
- padre Henri Béguin

Em Osasco
- padre Dominique Barbé (francês, chegou em 1966)
- padre Pierre Waulthier (francês, chegou em 1962, expulso em 1966)[8]
- frei Manu
- padre Angelo Grando
- padre Rafael Busatto

Como exemplo da experiência de padres operários no Brasil, podem-se citar os padres franceses Pierre Wauthier e Domingos Barbè, que se empregaram na Companhia Brasileira de Material Ferroviário (Cobrasma) em Osasco, como meio de se aproximar da realidade dos operários e evangelizá-los.
Pierre Wauthier foi preso na época da greve na Cobrasma, em 1968, e deportado em 1969.
Após a greve de 1968, Domingos Barbé saiu de Osasco. Em 1978, ajudou a fundar o Secretariado Nacional Justiça e Não-Violência, iniciativa liderada por Dom Helder Câmara, Dom Paulo Evaristo Arns e outros religiosos. Escreveu obras nas quais defendia a não violência e procurava orientar as Comunidades Eclesiais de Base, tais como:
- Fé e ação: catecismo para os cristãos das comunidades de base (1977);
- A graça e o poder: as comunidades eclesiais de base no Brasil (1983)[9].